# Sindicato Vertical
La Organización Sindical Española (OSE), conocida comúnmente como Sindicato Vertical o simplemente como Organización Sindical, o por la abreviatura CNS, fue la única central sindical que existió en España entre 1940 y 1977, durante el período de la dictadura franquista. Durante casi cuarenta años se convirtió en el único sindicato legal que estuvo autorizado.
Todos los trabajadores y empresarios, que pasaron a ser conocidos como «productores» en la terminología  franquista, estaban obligados por ley a estar afiliados al Sindicato Vertical. La Organización Sindical fue establecida tras el final de la Guerra Civil, al tiempo que otras organizaciones sindicales anteriores como la anarquista CNT y la socialista UGT fueron proscritas y pasaron a la clandestinidad. Esto tampoco fue un impedimento para que organizaciones clandestinas como las Comisiones Obreras o la Unión Sindical Obrera se infiltraran en su seno.
Tras la muerte de Franco y el comienzo de la Transición, el gobierno de Adolfo Suárez decidió la disolución del Sindicato Vertical, que para entonces se hallaba muy afectado por la infiltración de Comisiones Obreras y la Unión Sindical Obrera. No obstante, la antigua estructura sindical se mantuvo y fue reconvertida en la Administración Institucional de Servicios Socioprofesionales (AISS), organismo que se hizo cargo del inmenso fondo documental y patrimonio inmobiliario que poseían los Sindicatos verticales.

## Historia

### Orígenes y creación

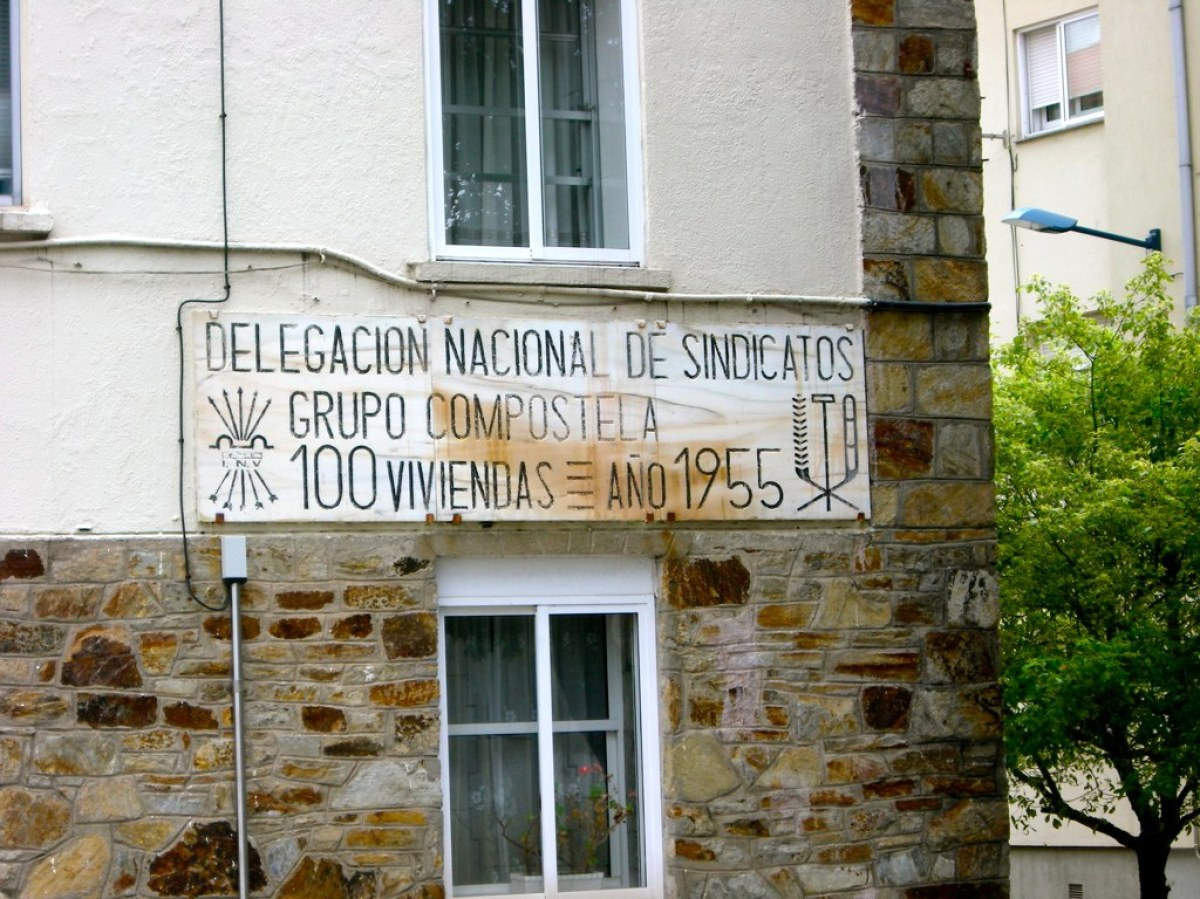
Placa del Sindicato Vertical en Santiago de Compostela.

Tras el comienzo de la Guerra civil en julio de 1936, desde el comienzo las autoridades de la zona sublevada decretaron la ilegalización de las principales organizaciones sindicales de clase, como fue el caso de la anarquista Confederación Nacional del Trabajo (CNT) y la socialista Unión General de Trabajadores (UGT). En 1938 las autoridades franquistas promulgaron el llamado Fuero del Trabajo, una norma legislativa que, a imitación del modelo fascista italiano y su Carta del lavoro, sentaba las bases para la intervención estatal en el mundo laboral. Fue a partir de esta legislación donde se sentaron las bases para la creación de una nueva organización sindical basada en el modelo corporativista de un sindicato vertical que agrupara a trabajadores y empresarios en una misma organización. La ley del 30 de enero de 1938 creaba además el Ministerio de Organización y Acción Sindical, que a partir de entonces se convirtió en el organismo estatal encargado de las cuestiones laborales y sindicales.
Un antecedente de la Organización Sindical fue la Central Obrera Nacional-Sindicalista (CONS) fundada en 1935 por Falange Española de las JONS, aunque durante buena parte de su existencia la CONS tuvo una influencia muy limitada. Después de 1938, la OSE fue el resultado de la fusión de las organizaciones obreras cercanas a la Falange y las organizaciones patronales, con el fin de organizar a trabajadores, técnicos y a patrones dentro de una sola estructura vertical, ideal similar al fascista para alcanzar las relaciones laborales propias de un estado corporativo, frente al ideal nacionalsindicalista de la Falange que en teoría parecía quererse seguir (y que nunca se aplicó). En ella, todos los trabajadores, llamados "productores", y sus patronos tenían el derecho de elegir sus representantes mediante elecciones. Aunque el Sindicato vertical comenzó a tener una cierta actividad a partir de 1940, como resultado de las legislaciones aprobadas ese mismo año por la dictadura, paradójicamente no celebró su primer congreso hasta marzo de 1961.

### Primeros años

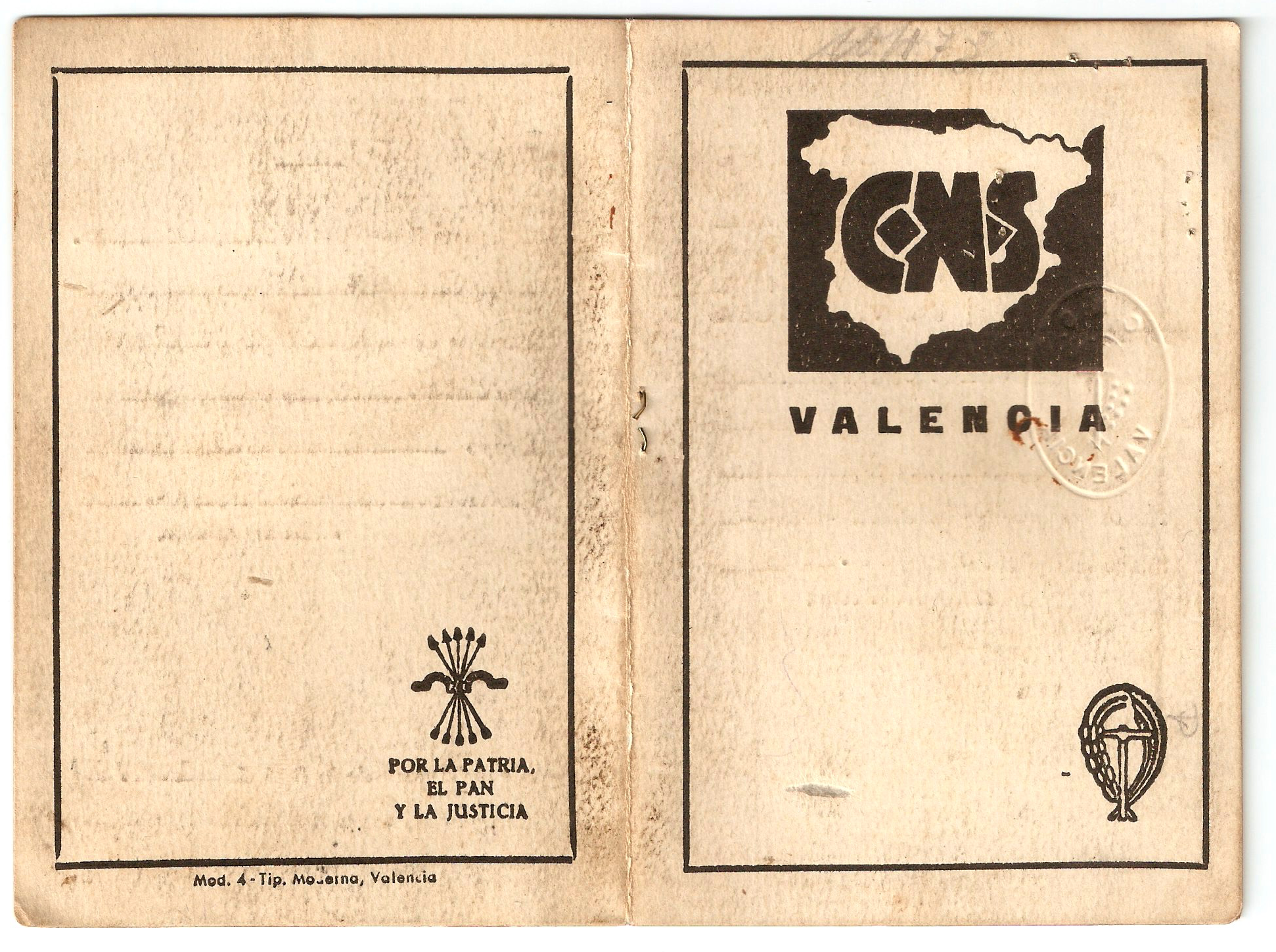
Carnet de la CNS (1939).

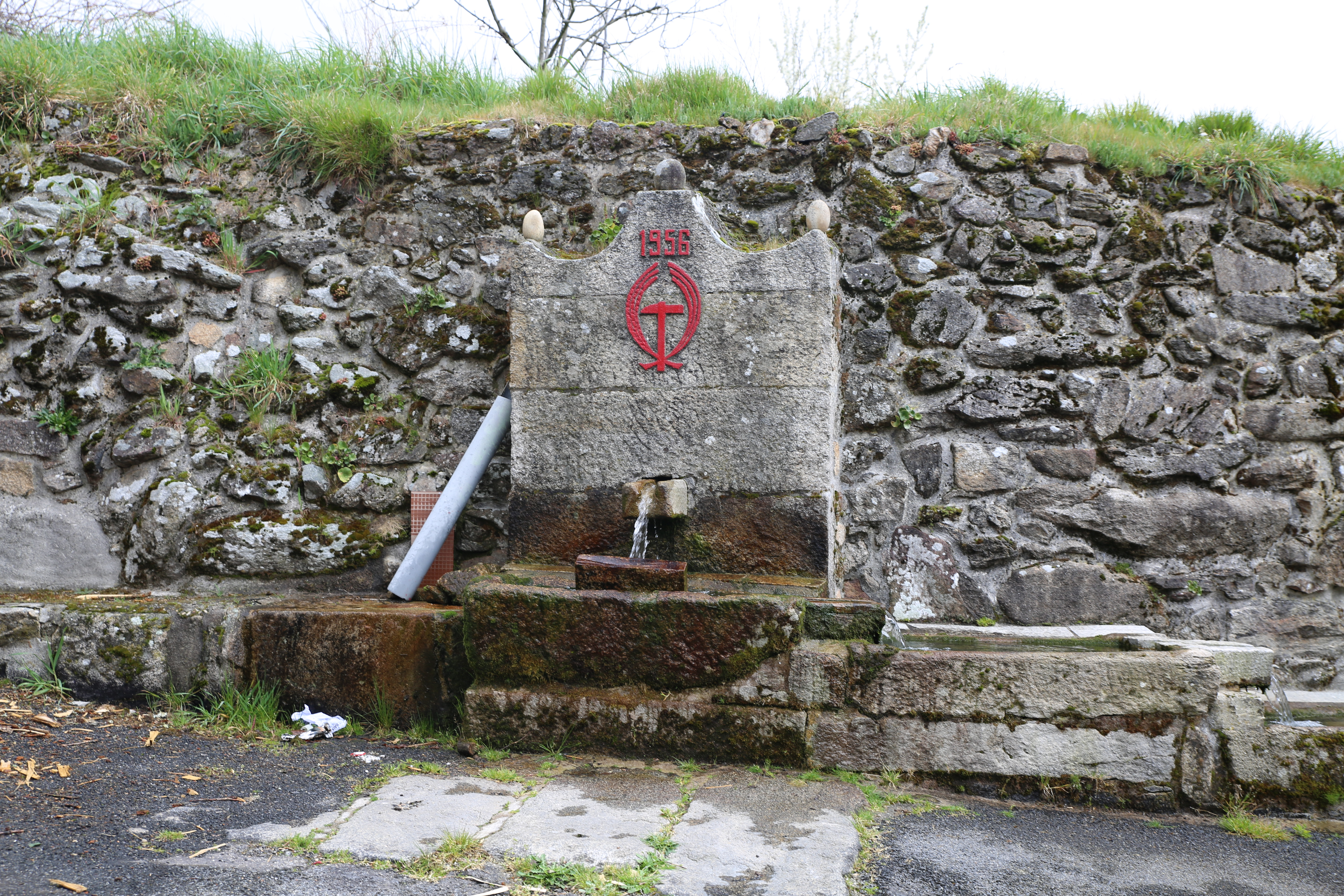
Fuente construida en 1956 en Parada (Lobeira, provincia de Ourense).

En el contexto de la primera etapa del régimen franquista (1939-1959), el 26 de enero de 1940 se promulgó la llamada Ley de Unidad Sindical que establecía que empresarios y trabajadores se integrarían en una única organización sindical bajo el mando de FET y de las JONS. En el preámbulo de la ley se decía: «Tres son los principios que inspiran la organización nacionalsindicalista prevista en el Fuero del Trabajo, reflejo fiel de la organización política del nuevo Estado, a saber: unidad, totalidad y jerarquía». La nueva organización sindical se organizaría a su vez en ramas de producción, cada una de las cuales se denominaría Sindicato Nacional. Por otra parte, las localizaciones geográficas se hicieron llamar «Centrales Nacional-Sindicalistas». El conjunto de todo ello era la «Organización Nacional-Sindicalista» prevista por el Fuero del Trabajo de 1938, aunque a partir de los años 1940 empezó a ser llamada simplemente «Organización Sindical». Desde el comienzo quedó claro que el Estado controlaba todo el sistema. El 6 de diciembre de 1940, con la promulgación de la Ley de Bases de la Organización Sindical, se hizo implícita la afiliación forzosa de todos los trabajadores y empresarios ("productores") en la estructura sindical del Régimen bajo los principios de «verticalidad, unidad, totalidad y jerarquía». Como más adelante manifestó uno de los dirigentes de los Sindicatos, «los sindicatos verticales no son instrumentos de lucha clasista. Ellos, por el contrario, sitúan como la primera de sus aspiraciones, no la supresión de las clases, que siempre han de existir, pero sí su armonización y la cooperación bajo el signo del interés general de la Patria».
Uno de los posibles ámbitos de actuación sindical, la conflictividad laboral, quedó cercenado ya que el Fuero del Trabajo atribuía directamente al Estado las competencias en este ámbito, para lo cual fueron creados Magistraturas de Trabajo que debían resolver en caso de que fracasara la conciliación sindical.
Gerardo Salvador Merino fue uno de los primeros jerarcas de la Organización Sindical, en un momento en que los sindicatos se encontraban en fase de formación. Salvador Merino era partidario de una autonomía para los Sindicatos con respecto a la Secretaría general del "Movimiento" y el aparato franquista, y esperaba poder crear un sindicalismo que constituyera como una parte fundamental del régimen. Además, Gerardo Salvador mantenía una manifiesta postura germanófila y era un simpatizante del modelo inspirado por el Frente Alemán del Trabajo. Sin embargo, estas posturas políticas le generaron un gran número de enemigos dentro del aparato franquista y en septiembre de 1941 fue relevado, defenestrado por las maniobras en la sombra de sus rivales. Una de las razones de su destitución había sido el pacto que había suscrito el 21 de agosto con el líder del Frente Alemán del Trabajo, Robert Ley, para enviar 100.000 trabajadores a Alemania, aunque posteriormente el acuerdo sería renegociado y los trabajadores reducidos a 15 000.
Manuel Valdés Larrañaga, un camisa vieja fiel a Franco, se convirtió en el nuevo hombre fuerte de los sindicatos. Valdés llevó a cabo una reorganización de la estructura interna de los sindicatos, a la vez que los impregnaba de un carácter más conservador y religioso. Consecuencia de los nuevos vientos que soplaban, los hasta entonces revoltosos sindicatos se volvieron totalmente dóciles con el poder. Teóricamente, dentro de la Organización Sindical los trabajadores y los patronos se suponía que estaban situados en situación similar, aunque las huelgas estaban prohibidas y en muchas ocasiones los conflictos con la dirección patronal solían acabar con despidos masivos. Esta situación se dio especialmente durante los primeros años de la dictadura, en especial durante los años 1940 y 1950. La figura del empresario se vio reforzada con la legislación franquista y de hecho, se suponía que los trabajadores le debían una total lealtad, asistencia y protección a los empresarios.
Durante la dictadura, debido al sistema corporativista, los Sindicatos mandaban a varios consejeros a las Cortes Españolas en representación de la Organización sindical, aunque posteriormente también mandarían representantes («procuradores») al Consejo Nacional del Movimiento y al Consejo del Reino. Desde los inicios se estableció un sistema de elecciones para enlaces sindicales, pero los candidatos debían estar afiliados a FET y de las JONS y estaban sometidos a un estricto control por parte de las autoridades. Por otro lado, todo el proceso electoral era controlado férreamente desde las jefaturas sindicales. En esta época la mujer estaba totalmente excluida del mundo laboral y tampoco existía un sistema de subsidio por desempleo.
Unos obreros valencianos de la Unión Naval de Levante entrevistados en 1999 opinaron lo siguiente sobre el «Sindicato Vertical» en la posguerra: «El Sindicato Vertical no valía para nada, tenías que ser tu mismo»; «era mentira todo. El Sindicato Vertical... estábamos todos afiliados, pero no nos afiliábamos nosotros. Al entrar ya en la empresa te afiliaban y te descontaban la cotización y todo, pero por nosotros nadie o casi nadie...»; «el Sindicato Vertical... nada. Ibas a reclamaciones y "ya averiguaremos. Ya miraré..." y no te decían que no los bandidos, pero no veías llegar la cosa por ninguna parte y no llegaba. No nada, ni vertical ni horizontal, nada»; «... y cada cinco años se hacía la pamela de demostrar que el trabajador tenía un sindicato, pero que no era un sindicato...». Otro se refirió a las elecciones sindicales: «Pero entonces yo me acuerdo de haber votado, porque... haber pintado una m... en la papeleta y darla, ¿eh?, y así pues muchos. Otros ponían otras cosas».

### Aperturismo e infiltración de la oposición

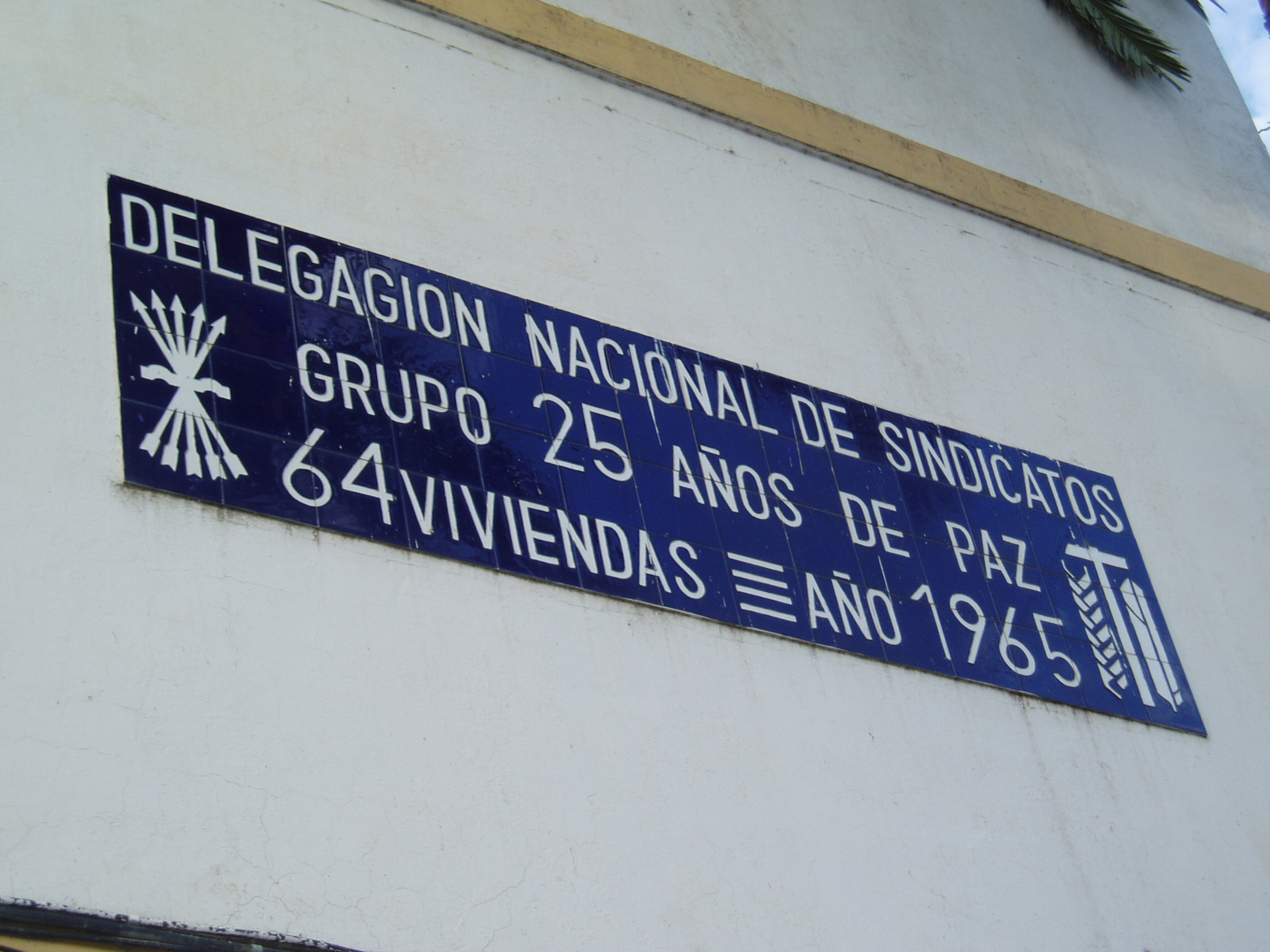
Placa en Estepona que señala las viviendas construidas por el Sindicato Vertical en 1964.

La llegada de la década de 1960 supuso el inicio de una cierta apertura en el ámbito interno de la OSE. Desde 1944 se celebraban elecciones sindicales para elegir a los representantes y delegados sindicales, y desde 1954 dejó de ser necesario el poseer un carnet de FET y de las JONS para poder participar en las elecciones sindicales. No sería hasta después de 1958, tras la aprobación de la Ley de Convenios Laborales, que aumentó el interés y la participación de los trabajadores en las elecciones a representante sindical. A ello se unió una cierta apertura del aparato sindical en los procesos electorales, con un menor obstruccionismo del régimen hacia las candidaturas no oficiales. Desde el aparato sindicalista hubo incluso un intento de atraer hacia su seno a antiguos líderes anarcosindicalistas. Uno de los artífices de esta tímida apertura fue el jerarca sindical José Solís Ruiz, que con ello buscaba obtener la aprobación de la Organización Internacional del Trabajo (OIT). No obstante, la Delegación Nacional de Información e Investigación disponía de carta blanca para investigar el pasado de los candidatos a las elecciones sindicales y de supervisar el proceso electoral mismo.
En aquel momento, a comienzos de los años 1960, el entonces clandestino Partido Comunista de España (PCE) decidió implementar una política de infiltración en los sindicatos verticales, en teoría, para alcanzar los aumentos prácticos para las condiciones de los trabajadores. En realidad se trataba de aprovechar las estructuras del régimen para propiciar su caída desde dentro. De ahí surgieron las denominadas Comisiones Obreras (CC.OO.), con figuras destacadas como Marcelino Camacho. Por el contrario, otros sindicatos clandestinos como UGT o CNT se opusieron a esta política de infiltración, aunque en el caso de otras organizaciones como la Unión Sindical Obrera (USO), de inspiración cristiana, sí apoyaron y participaron en esta política de infiltración.
Estas medidas aperturistas no lograron que la OIT diera su visto bueno, y para colmo acabaron encontrándose con la frontal oposición de los funcionarios tecnócratas de la administración franquista. A pesar de que la burocracia falangista vio en la apertura una posibilidad de ampliar sus bases entre los obreros, el experimento fue un fracaso y para 1967-1968 se pudo dar por terminado. En este contexto, Solís no tuvo inconvenientes en apoyar la represión de Comisiones Obreras durante el período de estado de excepción decretado en 1968. Esta situación se mantuvo incluso después de la aprobación de la Ley sindical de 1971, aprobada 17 de febrero de ese año, que no supuso ninguna innovación dentro de los Sindicatos Verticales y que a efectos prácticos constituyó poco más que una mera serie de normativas reglamentarias o administrativas. Por el contrario, la actividad sindical pasó a depender del Ministerio de Relaciones Sindicales. A pesar de las tímidas reformas emprendidas por José Solís, la OSE nunca llegó a contar con la aprobación de la Organización Internacional del Trabajo, y si bien el sindicato mantuvo una época de distensión con la OIT durante la década de 1960, esto terminó en 1969 después de que el organismo internacional publicara ese mismo año un informe muy crítico con la situación laboral y sindical en España.
Durante los últimos años de la dictadura franquista la Organización sindical perdió buena parte de su anterior fuerza, mientras que los sindicatos ilegales (especialmente CC.OO. y USO) se hicieron cada vez más fuertes. De hecho, una vez fallecido Franco y hasta la supresión de la OSE, la mayoría de los empresarios preferían acordar convenios y pactos de empresa con la representación de la organizaciones sindicales clandestinas que con los representantes de la OSE.

### Transición y desaparición
Tras la muerte de Franco, durante los primeros meses de 1976 las fuerzas sindicales de la oposición emprendieron una importante campaña de movilizaciones y huelgas que llegaron a sumar un total 17.731 huelgas. El extraordinario aumento en la conflictividad laboral se debía especialmente a la Crisis del petróleo de 1973, cuyos efectos se dejarían sentir durante los siguientes años en la economía y sociedad españolas. También existía una fuerte presión de los trabajadores que demandaban abiertamente una representación sindical libre y democrática. Con las organizaciones sindicales ilegales convertidas en el principal actor de la lucha obrera, la existencia de los Sindicatos Verticales quedó aún más en entredicho.
La reforma política emprendida por el presidente del gobierno Adolfo Suárez incluía la aprobación de la libertad de asociación sindical: esto en la práctica suponía la muerte de los Sindicatos franquistas. Paradójicamente, Adolfo Suárez había sido ministro-secretario general del Movimiento hasta su nuevo nombramiento. El 8 de octubre de 1976 el gobierno Suárez aprobó la creación de la Administración Institucional de Servicios Socioprofesionales (AISS), un organismo autónomo dependiente de la presidencia del gobierno en el cual se integró la estructura sindical. La AISS se hizo cargo de la propiedad y gestión del patrimonio inmobiliario sindical y de todos sus archivos. El 1 de abril de 1977 se reconoció finalmente el derecho de asociación sindical, y un Real decreto del 2 de junio de ese mismo año extinguió la afiliación sindical obligatoria. Poco tiempo después de la disolución, muchos de los antiguos patronos que habían estado integrados en los sindicatos verticales pasaron a formar parte de la Confederación Española de Organizaciones Empresariales (CEOE). Un Real Decreto del 6 de diciembre declaró extintas las estructuras del Sindicato Vertical. La Ley de Cesión de Bienes del Patrimonio Sindical Acumulado, pretende resolver dos problemas: la titularidad de los bienes y derechos procedentes de la antigua Organización Sindical y de las demás Entidades Sindicales anteriores al nuevo sistema constitucional y la incautación de los bienes de las Organizaciones Sindicales como consecuencia de la guerra civil española.
Un antiguo jerarca de los Sindicatos Verticales, Juan García Carrés, destacaría posteriormente por su participación en el fallido golpe de Estado del 23 de febrero de 1981.

## Sindicatos nacionales
Con la promulgación de la Ley de Clasificación de Sindicatos el 23 de junio de 1941 se estructuró la organización sindical, a consecuencia de lo cual se crearon 24 sindicatos nacionales. Posteriormente el número de sindicatos aumentó a 26. En 1941 quedó organizada así:
| - Sindicato Nacional de Agua, Gas y Electricidad - Sindicato Nacional del Azúcar - Sindicato Nacional de Banca y Bolsa - Sindicato Nacional de Cereales - Sindicato Nacional de Combustible - Sindicato Nacional de Confección - Sindicato Nacional de la Construcción - Sindicato Nacional del Espectáculo | - Sindicato Nacional de Frutos y Productos Hortícolas - Sindicato Nacional de Ganadería - Sindicato Nacional de Hostelería y Similares - Sindicato Nacional de Industrias Químicas - Sindicato Nacional de la Madera y Corcho - Sindicato Nacional del Metal - Sindicato Nacional del Olivo - Sindicato Nacional de Papel, Prensa y Artes Gráficas | - Sindicato Nacional de Pesca - Sindicato Nacional de la Piel - Sindicato Nacional de Productos Coloniales - Sindicato Nacional del Seguro - Sindicato Nacional de Textil - Sindicato Nacional de Transportes y Comunicaciones - Sindicato Nacional de la Vid, Cervezas y Bebidas - Sindicato Nacional del Vidrio y Cerámica |

Posteriormente se fusionarían los Sindicatos de Textil y de Confección, creándose el Sindicato Nacional de Textil y Confección.

## Organizaciones dependientes
A lo largo de toda su existencia la Organización Sindical contó con un gran entramado burocrático y dispuso de un buen número de organizaciones a través de las cuales ejecutaba sus funciones «sociales». Buena parte de estas eran las llamadas «Obras Sindicales», de carácter asistencial y enfocadas a distintos ámbitos: la «Obra Sindical del Hogar» —promoción de viviendas para los trabajadores—, la «Obra Sindical 18 de Julio» —asistencia sanitaria— o la Obra «Educación y Descanso».
Esta última obra sindical, «Educación y Descanso» (EyD), era una organización de carácter recreativo que había sido creada por el régimen franquista a imagen y semejanza de la organización italiana Opera Nazionale Dopolavoro (OND) y de la organización alemana Kraft durch Freude (KdF). EyD fue la más importante y exitosa de todas las organizaciones de las que dispusieron los sindicatos verticales franquistas. Educación y Descanso ofrecía a los trabajadores un gran abanico de actividades socioculturales (teatros, música folklórica, coros musicales...) así como de eventos deportivos y actividades de educación física. Llegó a existir una red de centros culturales para los afiliados a EyD, las cuales incluían residencias de vacaciones y centros deportivos.
Los Sindicatos Verticales llegaron incluso a disponer de sus propios órganos de comunicación en los medios de masas. En el ámbito periodístico disponían del diario Pueblo, fundado a mediados de 1940 y que con el tiempo se convirtió en uno de los periódicos más importantes de la España franquista. En el ámbito radiofónico destacaba la Cadena de Emisoras Sindicales (CES), creada en 1953, que constituyó una agrupación de distintas emisoras de radio que pertenecían a la estructura sindical.

## Estructura orgánica
En España durante la dictadura de Francisco Franco la organización sindical arrancaba desde la esfera local y de las unidades o células de trabajo. La jerarquía en la línea de mando, y dirigida de arriba abajo, era la empresa seguida por el sindicato local, la hermandad sindical, la central nacional sindicalista, el sindicato nacional y la Delegación. Los sindicatos nacionales se estructuraban por un lado en una escala nacional y otra provincial, y por el otro en cuatro federaciones sindicales organizadas por sectores (campo, industria, comercio y servicios) y 28 ramas de actividad económica diferentes.
El director del Sindicato de la Secretaría General del Movimiento eran directamente elegidos por el jefe nacional del Movimiento, quién a su vez era elegido por el jefe del Estado. La dirección del Sindicato estaba bajo el Partido Único y del Gobierno a través de la Junta Central del Sindicato, estableciendo una línea de mando.

### Esquema
- Delegación Nacional de Sindicatos:
  - Sindicatos nacionales.
  - Junta Nacional de Hermandades.
- Centrales Nacionales Sindicales:
  - Delegaciones provinciales de Sindicatos.
  - Cámara Oficial Sindical Agraria.
- Delegaciones Sindicales Comarcales:
  - Gremios Artesanos.
  - Cofradías de Pescadores.
  - Sindicatos de Empresas.
  - Entidades Mixtas.
  - Hermandades Sindicales del Campo.
- Delegación Sindical Local.
  - Gremios Artesanos.
  - Cofradías de Pescadores.
  - Sindicatos de Empresas.
  - Entidades Mixtas.
  - Hermandad Sindical de Labradores y Ganaderos
- Empresas - familias campesinas - familias pescadoras - artesanos - productores independientes.